# Paracorallium thrinax
Paracorallium thrinax is een zachte koraalsoort uit de familie Coralliidae. De koraalsoort komt uit het geslacht Paracorallium. Paracorallium thrinax werd in 1996 voor het eerst wetenschappelijk beschreven door Bayer & Stefani in Bayer. 